# Kvarteret Muddus

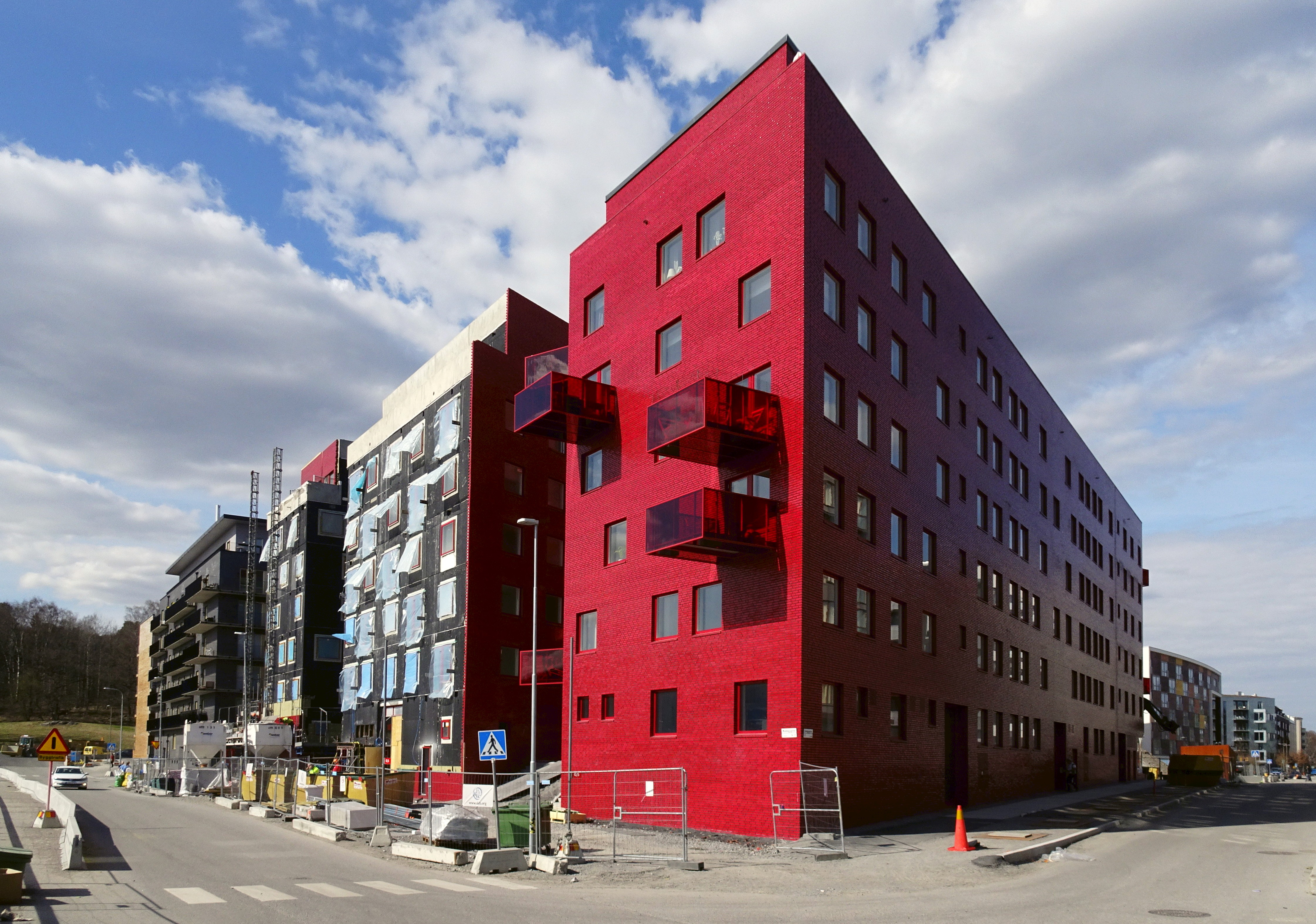
Kvarteret Muddus i april 2016.

Kvarteret Muddus är ett bostadskvarter i Stockholm, beläget i nordvästra delen av Norra Djurgårdsstaden. Kvarteret omges av Storängstorget i norr, Lövängsgatan i öster, Madängsgatan i söder och Storängsgatan i väster. Hela fastigheten består av ett enda kvarter som bebyggdes åren 2014 till 2016 efter ritningar av Wingårdh arkitektkontor och var ett av de nominerade bidragen till arkitekturtävlingen Årets Stockholmsbyggnad 2016.

## Beskrivning

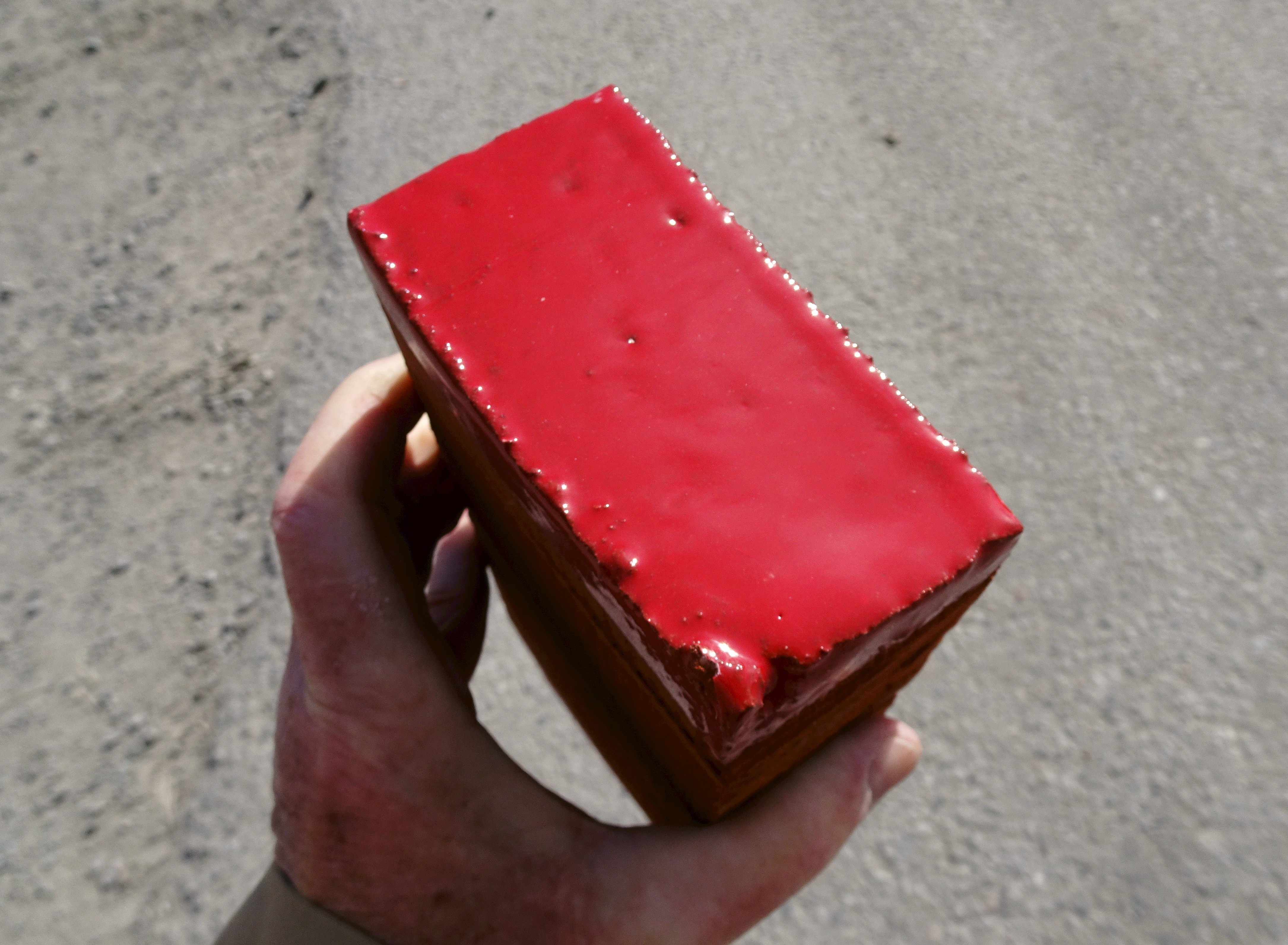
Klarrött glaserat tegel (koppsidan).

Initiativtagare till bygget var Stockholms Kooperativa Bostadsförening (SKB), som gav Wingårdh arkitektkontor i uppdrag att formge ett bostadskomplex  med 100 hyresrätter. Lägenheterna är från ett till sex rum och kök, därav mest tvåor och treor. Till entreprenör anlitades byggnadsföretaget Einar Mattsson. Första spadtaget togs den 12 juni 2014 och inflyttningen började i december 2015.
Byggnadskomplexet är uppdelat i ett punkthus på sju våningar som ”omfamnas” av en U-formad huslänga också den i sju våningar. Däremellan bildas en innergård som kan nås via trappor från Madängsgatan. Mot norr och Storängstorget är byggnaden sluten. Formgivningen är rak och enkel, fönstren är stora och kvadratiska och utan variation. Men kvarteret Muddus sticker ut genom sina stora ”hoppande” balkonger och sin fasadbeklädnad av klarrött glaserat tegel som gör att det ”blänker som en lackask”. Teglet är en i dansk stil slagen sten som glaserades och levererades av Tegelbolaget i Östersund AB. Även balkongernas undersidor och transparenta fronter har samma röda kulör. Enligt arkitekten är husets kvalitéer: kulören, gedigna material och en saklig enkelhet.
Kvarteret Muddus valdes till en av tio finalister i den årliga arkitekturtävlingen Årets Stockholmsbyggnad 2016. Juryns kommentar lyder: ”Detta är ett radikalt och modigt projekt, konsekvent genomfört från första idéskiss till färdigställande. Det märks att alla inblandade strävat mot samma mål. Djärvt utformade balkonger som nästan svävar invid den tunga byggnadskroppen. Detta är ett hus som sticker ut och som skapar känslor.”

## Bilder

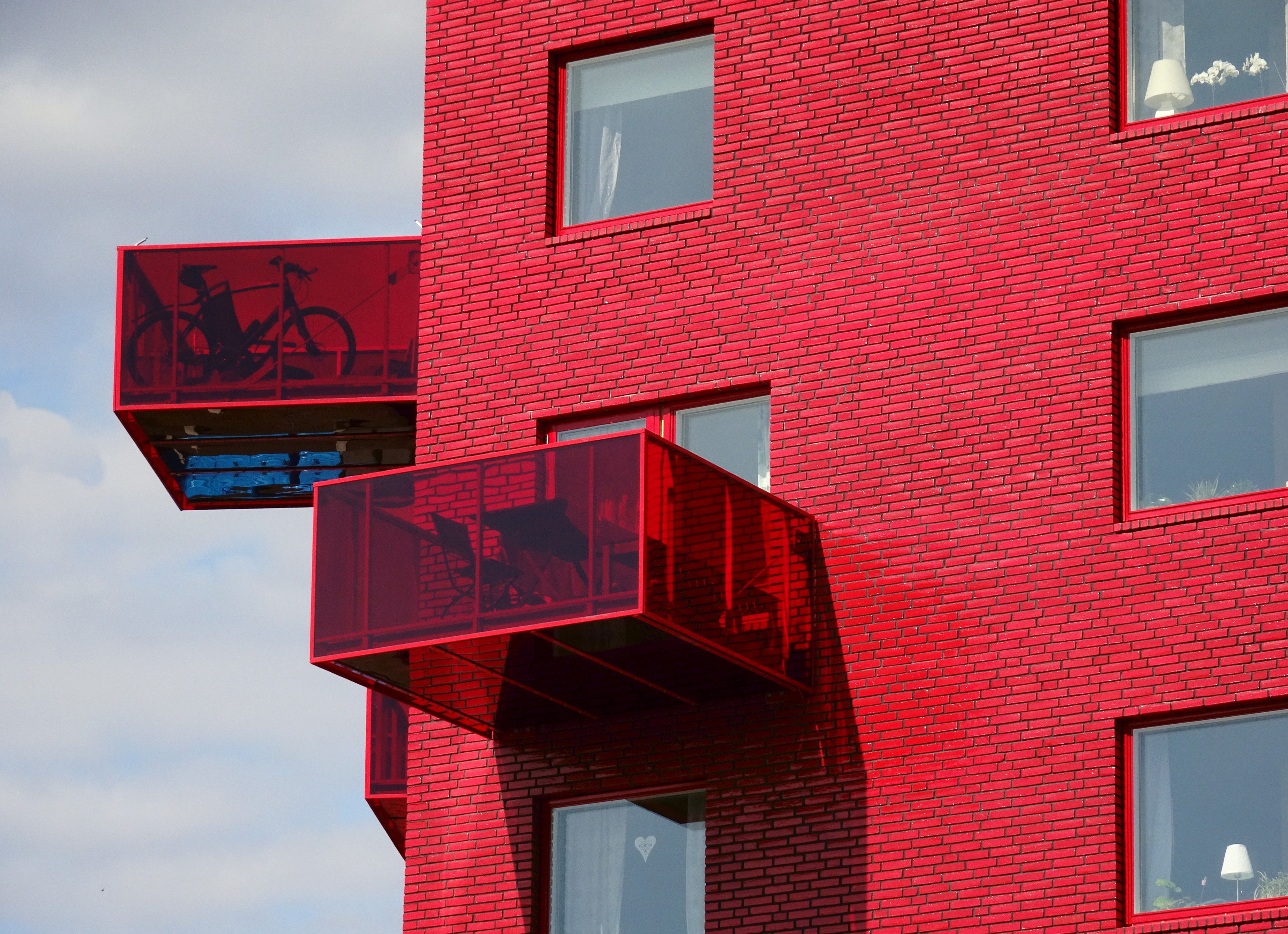
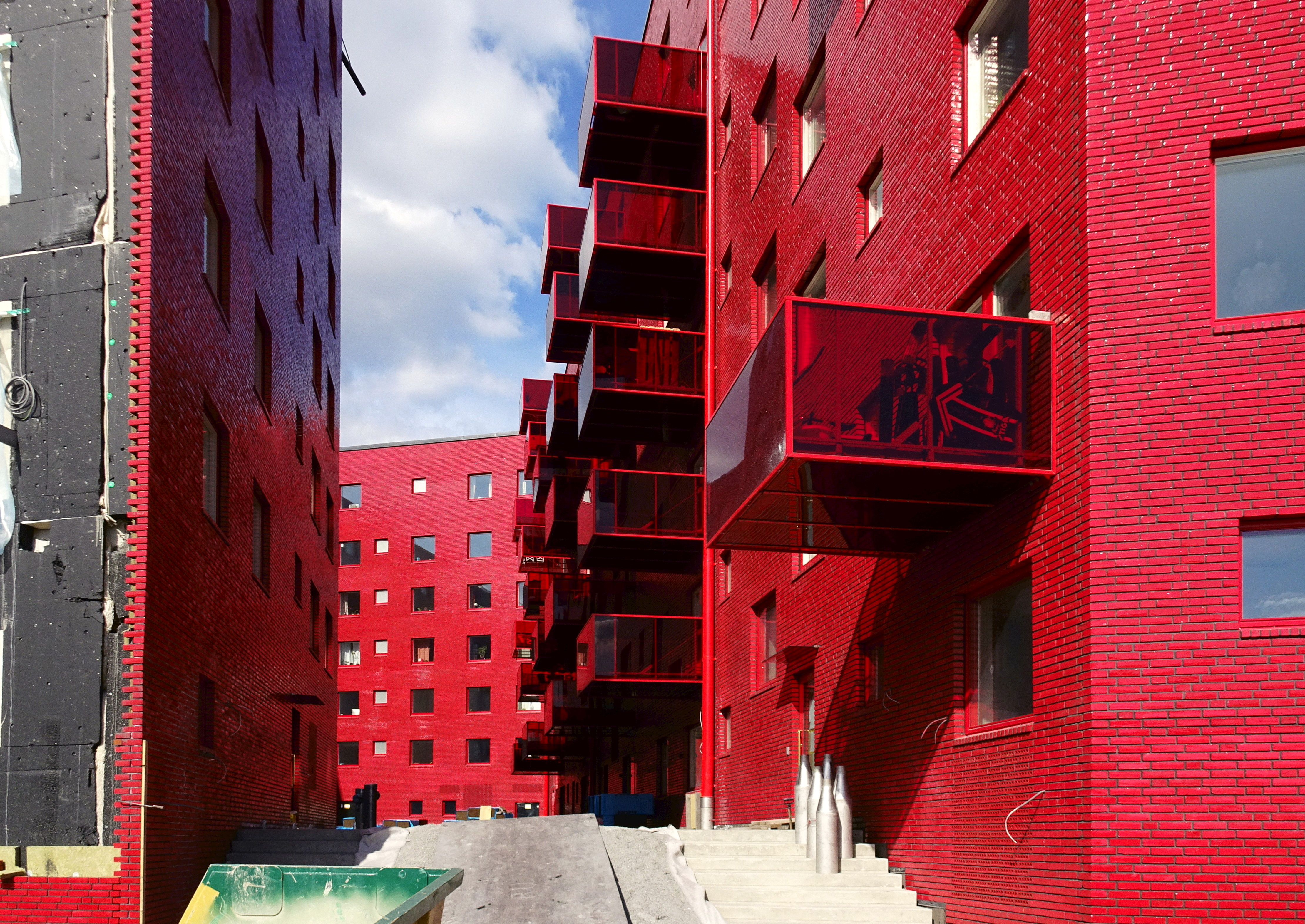
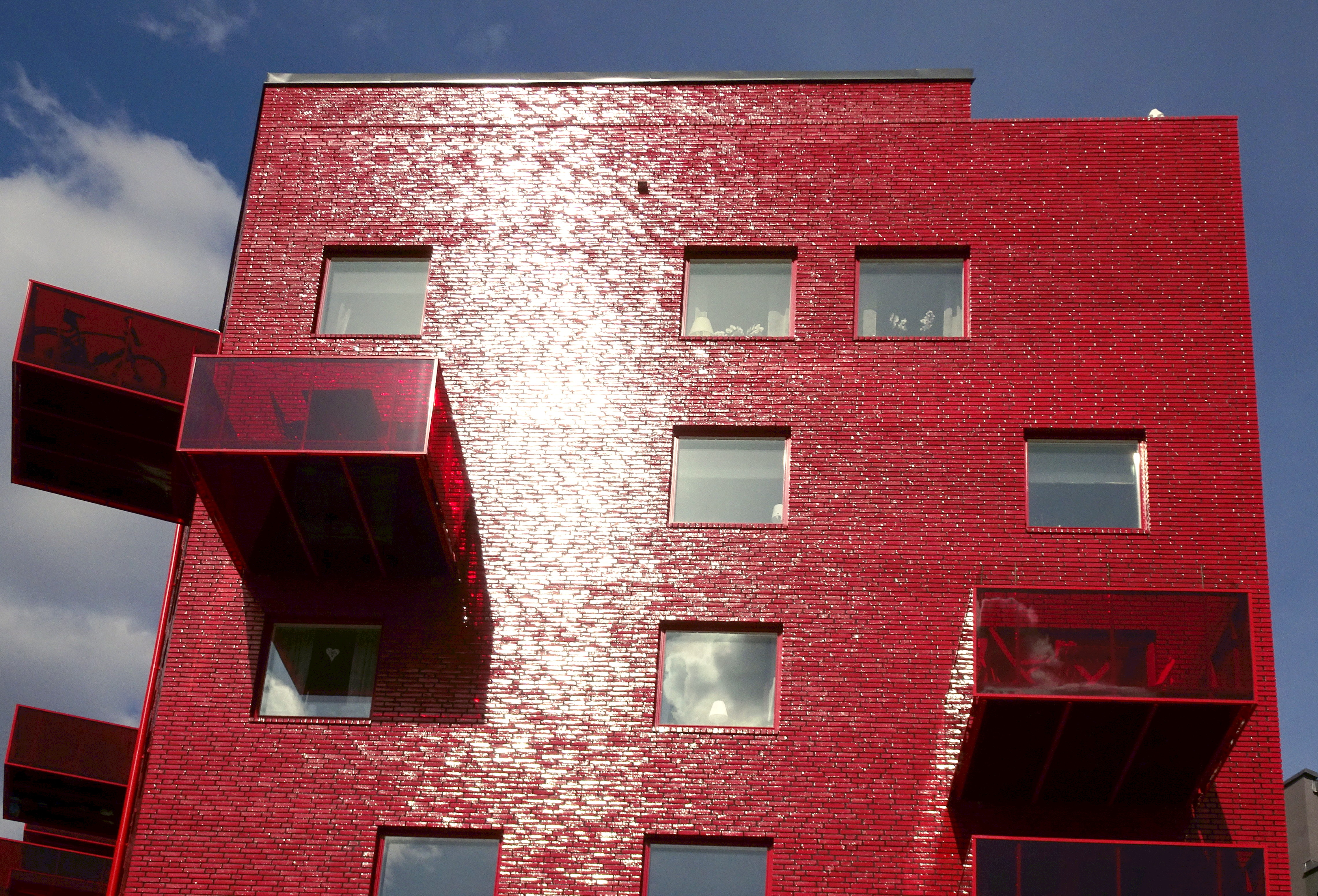
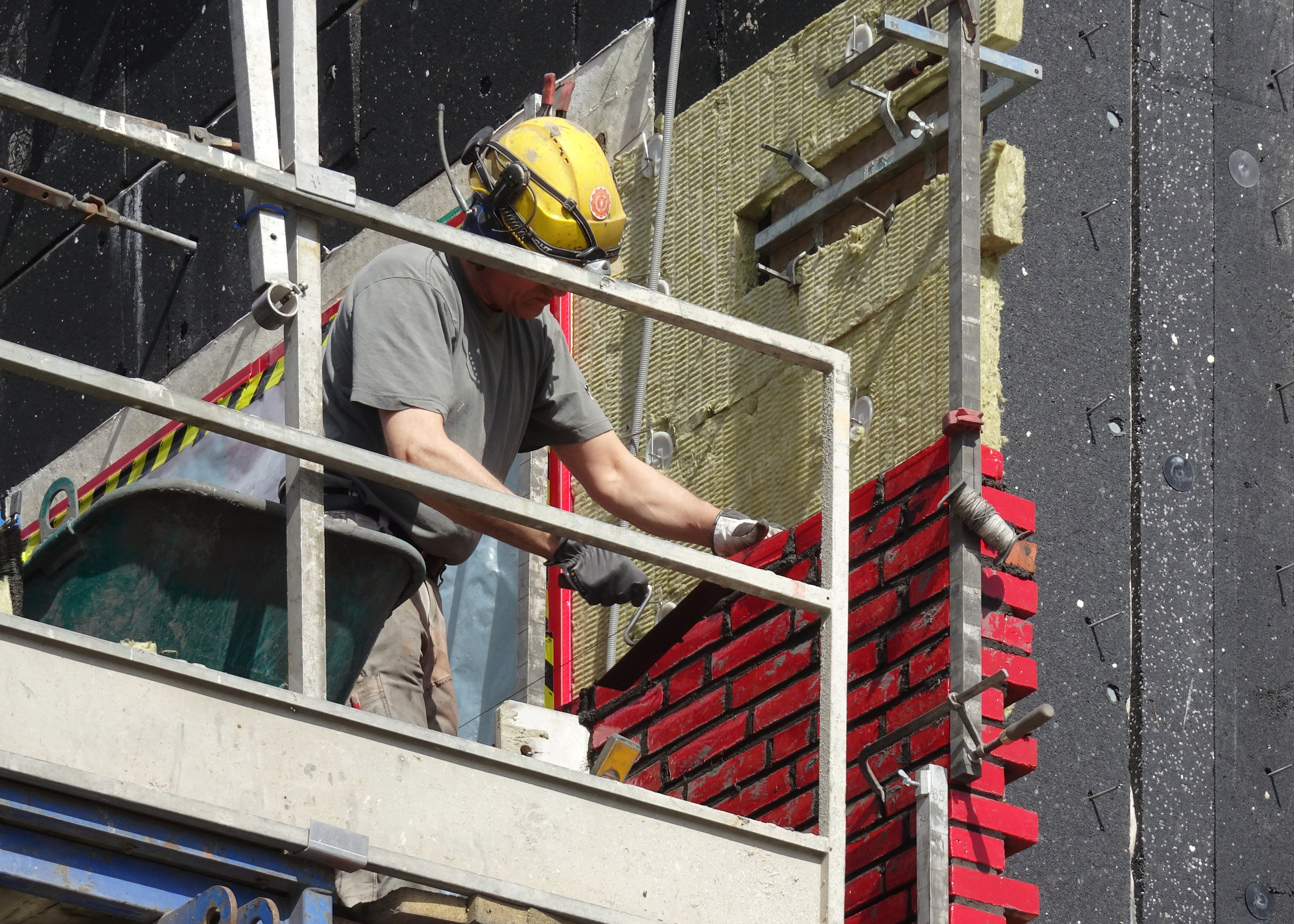
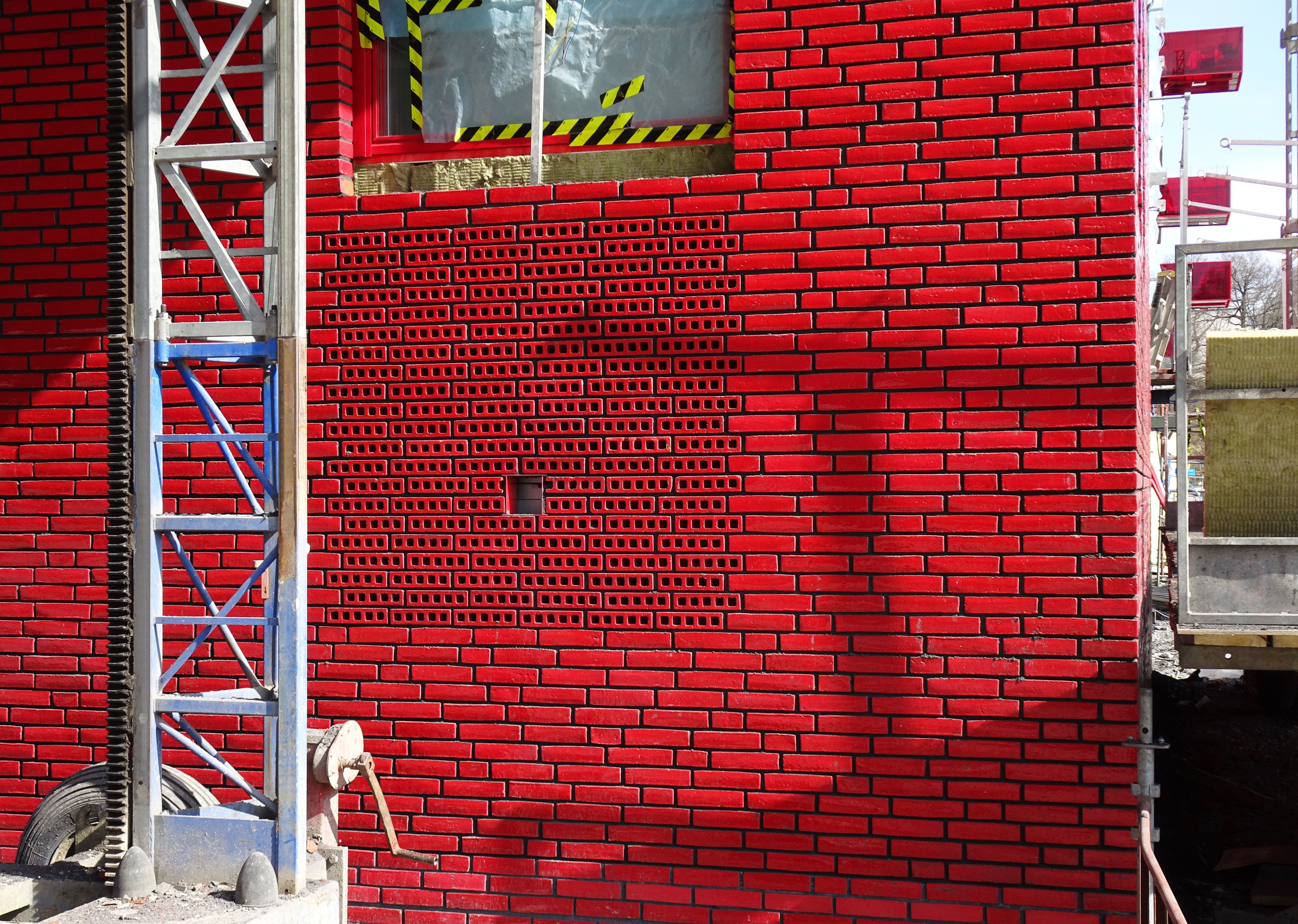